# Томызь

Томызь — река в России, протекает в Омутнинском и Афанасьевском районах Кировской области. Левый приток Камы. Устье реки находится в 1630 км по левому берегу реки Камы. Длина реки составляет 58 км, площадь водосборного бассейна 319 км².

## География
Река Томызь берёт начало в лесах Омутнинского района на Верхнекамской возвышенности в 15 км юго-восточнее села Залазна. Исток лежит на водоразделе верхней Камы и Вятки, рядом берёт начало река Залазна. Томызь течёт на северо-восток. На реке расположен одноимённый посёлок Томызь (Лыткинское сельское поселение), а также деревни Сержонки, Яковята, Уваровская, Фроловская, Октябри, Вахрамеево и Бело-Пашино (все — Пашинское сельское поселение). Притоки — Личкидшер, Подраменка, Солдашер, Большая, Полмашер, Керкашер, Чимкашаршор (левые); Клиновка, Сылшер (правые). Впадает в Каму у деревни Усть-Томызь в 3 км к северо-западу от села Пашино. Ширина реки у устья 15-20 метров.

## Данные водного реестра
По данным государственного водного реестра России относится к Камскому бассейновому округу, водохозяйственный участок реки — Кама от истока до водомерного поста у села Бондюг, речной подбассейн реки — бассейны притоков Камы до впадения Белой. Речной бассейн реки — Кама.
По данным геоинформационной системы водохозяйственного районирования территории РФ, подготовленной Федеральным агентством водных ресурсов:
- Код водного объекта в государственном водном реестре — 10010100112111100000276
- Код по гидрологической изученности (ГИ) — 111100027
- Код бассейна — 10.01.01.001
- Номер тома по ГИ — 11
- Выпуск по ГИ — 1